# Nekrolog März 2018
Nekrolog
◄◄
| ◄
| 2014
| 2015
| 2016
| 2017
| 2018 | 2019 | 2020 | 2021 | 2022 | ►
Januar |
Februar |
März |
April |
Mai |
Juni |
Juli |
August |
September |
Oktober |
November |
Dezember 2018
Weitere Ereignisse | Allgemeiner Nekrolog 2018
Die Beschreibung der verstorbenen Person sollte so kurz wie möglich gehalten sein und nur deren signifikante Tätigkeit(en) enthalten.
Neue Namen ggf. auch unter dem Geburts- und Sterbedatum, also etwa unter 1. Januar und im Geburts- und Sterbejahr (2024) eintragen (nur bei entsprechender großer Wichtigkeit). Für Beispiele siehe die schon vorhandenen Artikel.
Außerdem über die fünf zuletzt Verstorbenen, zu denen es einen ausreichend guten Artikel für eine Präsentation auf der Hauptseite gibt, nach der todesbedingten Überarbeitung der Artikel ggf. auch unter Wikipedia Diskussion:Hauptseite informieren und sie am besten auch in den anderen Wikipedia-Sprachversionen eintragen. Tipp: Regelmäßig bei news.google.de nach „ist tot“, „gestorben“ oder „verstorben“ suchen.
Wenn eine Person gestorben ist, gibt es viele Seiten zu dieser Person in der Wikipedia, die davon auch betroffen sind und entsprechend aktualisiert werden müssen. Beispiele: Namenübersichtsseite, Geburtsjahr, Geburtsort-Seiten und viele mehr.
Wie finde ich die betroffenen Seiten?
Im Suchfeld auf der linken Seite gibt man den Suchbegriff so ein: „Vorname Nachname“. Dann klickt man auf Volltext und alle Seiten mit entsprechendem Suchtext werden aufgerufen. Hier sieht man dann schnell, wo auch das Todesjahr Sinn macht oder sogar ein Teil des Artikels angepasst werden muss. Auch hilft das „Werkzeug“ auf der linken Seite sehr gut, um solche Seiten aufzufinden: „Links auf diese Seite“. Somit ist die Wikipedia wieder aktuell in allen Bereichen! Hinweis: bei Eintragung der Kategorie „Gestorben JAHR“ wird der Missbrauchsfilter 49 ausgelöst, was jedoch nicht schlimm ist. Siehe: Spezial:Missbrauchsfilter/49
Dies ist eine Liste von im März 2018 verstorbenen bekannten Persönlichkeiten. Die Einträge erfolgen innerhalb der einzelnen Daten alphabetisch sortiert. Tiere sind im Nekrolog für Tiere zu finden.

## März
Bearbeitungshinweis: Neue Todesfälle bitte nach Tagen geordnet eintragen. Die Todesfälle desselben Tages bitte in alphabetischer Reihenfolge absteigend einfügen.
| Tag      | Name                                | Beruf, bekannt als                                                           | Alter | Beleg                        |
| -------- | ----------------------------------- | ---------------------------------------------------------------------------- | ----- | ---------------------------- |
| 31. März | Charles Goodwin                     | US-amerikanischer Anthropologe und Kommunikationswissenschaftler             | 74    |                              |
| 31. März | Laura Irene Mendoza Suasti          | ecuadorianische Sängerin                                                     | 94    |                              |
| 31. März | Peter Rabe                          | deutscher Politiker                                                          | 66    |                              |
| 31. März | Klaus Scherhorn                     | deutscher Unternehmer                                                        | 90    |                              |
| 31. März | Helmut Schuster                     | österreichischer Unternehmer                                                 | 85    |                              |
| 31. März | Alexander Wedderburn                | schottischer Theologe                                                        | 75    |                              |
| 30. März | Alias                               | US-amerikanischer Rapper                                                     | 41    |                              |
| 30. März | Robert J. Baker                     | US-amerikanischer Zoologe                                                    | 75    |                              |
| 30. März | Bo-Boliko Lokonga Monse Mihambo     | kongolesischer Politiker                                                     | 83    |                              |
| 30. März | Aureliano Bolognesi                 | italienischer Boxer                                                          | 87    |                              |
| 30. März | Sharon S. Brehm                     | US-amerikanische Psychologin                                                 | 72    |                              |
| 30. März | Anna Chennault                      | US-amerikanische Politikerin                                                 | ≈93   |                              |
| 30. März | Pierre Colnard                      | französischer Kugelstoßer                                                    | 89    |                              |
| 30. März | Günter Dörner                       | deutscher Mediziner                                                          | 88    |                              |
| 30. März | Gerhard Ester                       | Kunstmaler und Restaurator                                                   | 78    |                              |
| 30. März | Josephine Farrington                | britische Politikerin                                                        | 77    |                              |
| 30. März | Michael Gelder                      | britischer Psychiater                                                        | 88    |                              |
| 30. März | Philip Gulliver                     | britisch-kanadischer Anthropologe                                            | 96    |                              |
| 30. März | Drue Heinz                          | US-amerikanische Herausgeberin und Philanthropin                             | 103   | [ 1 ]                        |
| 30. März | Henry Theophilus Howaniec           | US-amerikanischer Bischof                                                    | 87    |                              |
| 30. März | Sabahudin Kurt                      | jugoslawischer Sänger                                                        | 82    |                              |
| 30. März | Donald Ludwig                       | US-amerikanischer Mathematiker und Biologe                                   | 84    |                              |
| 30. März | Bill Maynard                        | britischer Schauspieler                                                      | 89    |                              |
| 30. März | José Ignacio Pérez Frías            | spanischer Fußballspieler und Sportarzt                                      | 62    |                              |
| 30. März | Heinz Peschke                       | deutscher Agrarwissenschaftler                                               | 81    |                              |
| 30. März | Herbert Richter                     | deutscher Chemiker                                                           | 84    |                              |
| 30. März | Horst Scheffler                     | deutscher Geologe und Museumsleiter                                          | 84    |                              |
| 30. März | Ernst Scheibe                       | deutscher Rechtsmediziner                                                    | 97    |                              |
| 30. März | Ela Stein-Weissberger               | US-amerikanische Holocaustüberlebende                                        | 87    |                              |
| 30. März | Marcel Storme                       | belgischer Rechtswissenschaftler und Politiker                               | 87    |                              |
| 30. März | Radosław Szwade                     | polnischer Biathlet                                                          | 34    |                              |
| 30. März | Michael Tree                        | US-amerikanischer Bratschist                                                 | 84    |                              |
| 29. März | R. J. Berry                         | britischer Genetiker und Religionsphilosoph                                  | 83    |                              |
| 29. März | Jim Callaghan                       | britischer Politiker                                                         | 90    |                              |
| 29. März | Corrado Dal Fabbro                  | italienischer Bobfahrer                                                      | 72    |                              |
| 29. März | Aladár Gajáry                       | ungarischer Geistlicher                                                      | 89    |                              |
| 29. März | Klaus J. Hansen                     | deutscher Historiker                                                         | 86    |                              |
| 29. März | Michael Kunczik                     | deutscher Medienwissenschaftler                                              | 73    |                              |
| 29. März | Emiliano Mondonico                  | italienischer Fußballspieler und -trainer                                    | 71    |                              |
| 29. März | Walter Pérez Villamonte             | bolivianischer Bischof                                                       | 81    |                              |
| 29. März | Michael Sahl                        | US-amerikanischer Komponist und Pianist                                      | 83    |                              |
| 29. März | Anita Shreve                        | US-amerikanische Schriftstellerin                                            | 71    |                              |
| 29. März | Sven-Olov Sjödelius                 | schwedischer Kanute                                                          | 84    |                              |
| 29. März | Enrique Troncoso Troncoso           | chilenischer Bischof                                                         | 80    |                              |
| 29. März | Jimmy Woods                         | US-amerikanischer Jazzmusiker                                                | 83    |                              |
| 28. März | Lothar Albertin                     | deutscher Historiker                                                         | 93    |                              |
| 28. März | Oleg Anofrijew                      | sowjetischer bzw. russischer Schauspieler                                    | 87    |                              |
| 28. März | Erhard Blankenburg                  | deutscher Rechtssoziologe                                                    | 79    |                              |
| 28. März | Elke Bräuniger                      | deutsche Trickfilmregisseurin                                                | 74    |                              |
| 28. März | Dieter Grau                         | deutscher Schriftsteller                                                     | 91    |                              |
| 28. März | Walter E. Johnston                  | US-amerikanischer Politiker                                                  | 82    |                              |
| 28. März | Stephan Leibfried                   | deutscher Sozialwissenschaftler                                              | 74    |                              |
| 28. März | Günter Mieth                        | deutscher Theologe                                                           | 88    |                              |
| 28. März | Alice Östlund                       | schwedische Hörfunkmoderatorin                                               | 111   |                              |
| 28. März | Lívia Rév                           | ungarische Pianistin                                                         | 101   |                              |
| 28. März | Darryl Thomas                       | US-amerikanischer Basketballspieler                                          | 52    |                              |
| 28. März | Bernd Trunzer                       | deutscher Fußballspieler                                                     | 71    |                              |
| 27. März | Stéphane Audran                     | französische Schauspielerin                                                  | 85    |                              |
| 27. März | Klaus Bickhardt                     | deutscher Veterinärmediziner                                                 | 82    |                              |
| 27. März | Ernst Eisenmayer                    | österreichischer Maler und Bildhauer                                         | 97    | [ 2 ]                        |
| 27. März | Douglas Everett                     | kanadischer Politiker                                                        | 90    |                              |
| 27. März | Hugo Garaycoa                       | peruanischer Bischof                                                         | 87    |                              |
| 27. März | Verena Grendelmeier                 | Schweizer Politikerin und Journalistin                                       | 79    |                              |
| 27. März | Martin Haas                         | deutscher Fernsehmoderator                                                   | 55    |                              |
| 27. März | Ruthard Jacob                       | deutscher Physiologe                                                         | 92    |                              |
| 27. März | Jürgen Kühnel                       | deutscher Literatur- und Theaterwissenschaftler                              | 73    |                              |
| 27. März | William McGovern                    | US-amerikanischer Rechtswissenschaftler                                      | 83    |                              |
| 27. März | Helmuth Möhwald                     | deutscher Physiker und Physikochemiker                                       | 72    |                              |
| 27. März | Gernot Piccottini                   | österreichischer Archäologe und Epigraphiker                                 | 76    |                              |
| 27. März | Clément Rosset                      | französischer Philosoph                                                      | 78    |                              |
| 27. März | Johannes Herbert Schroeder          | deutscher Geologe                                                            | ≈78   |                              |
| 27. März | Hans Stumpfeldt                     | deutscher Sinologe                                                           | 76    |                              |
| 27. März | Robert Willoughby                   | US-amerikanischer Flötist                                                    | 96    |                              |
| 26. März | Roque Ablan Jr.                     | philippinischer Politiker                                                    | 85    |                              |
| 26. März | Fabrizio Frizzi                     | italienischer Fernsehmoderator und Synchronsprecher                          | 60    |                              |
| 26. März | John Grimley Evans                  | britischer Mediziner                                                         | 81    |                              |
| 26. März | Kay Hoff                            | deutscher Schriftsteller                                                     | 93    |                              |
| 26. März | Messias Hollanda                    | brasilianischer Sänger und Komponist                                         | 76    |                              |
| 26. März | Joachim John                        | deutscher bildender Künstler und Autor                                       | 85    |                              |
| 26. März | Nikolai Kaufman                     | bulgarischer Musikethnologe und Komponist                                    | 92    |                              |
| 26. März | Hermann Keller                      | deutscher Pianist und Komponist                                              | 72    |                              |
| 26. März | Sidney J. Levy                      | US-amerikanischer Wirtschaftswissenschaftler                                 | 96    |                              |
| 26. März | Sergei Mawrodi                      | russischer Unternehmer und Betrüger                                          | 62    |                              |
| 26. März | Tswelopele Cornelia Moremi          | botswanische Diplomatin                                                      | 64    |                              |
| 26. März | Horst Syrbe                         | deutscher Generalmajor                                                       | 87    |                              |
| 26. März | Christian Minkowitsch               | österreichischer Komponist                                                   | 55    |                              |
| 26. März | Otto Puffahrt                       | deutscher Heimatforscher                                                     | 70    |                              |
| 26. März | António dos Santos                  | portugiesischer Bischof                                                      | 85    |                              |
| 26. März | Zeke Upshaw                         | US-amerikanischer Basketballspieler                                          | 26    |                              |
| 25. März | Klaus Bald                          | deutscher Diplomat                                                           | 82    |                              |
| 25. März | David P. Billington                 | US-amerikanischer Bauingenieur                                               | 90    |                              |
| 25. März | Linda Brown                         | US-amerikanische Bürgerrechtlerin                                            | 76    |                              |
| 25. März | Geo Camponovo                       | Schweizer Politiker                                                          | 80    |                              |
| 25. März | Edwin Carr Jr.                      | australischer Leichtathlet                                                   | 89    |                              |
| 25. März | David Cobham                        | britischer Filmregisseur                                                     | 87    |                              |
| 25. März | Anton Jože Gale                     | jugoslawischer Eishockeytorwart                                              | 73    |                              |
| 25. März | Don Heitler                         | US-amerikanischer Jazzmusiker                                                | 81    |                              |
| 25. März | Vicente Ramón Hernández Peña        | venezolanischer Bischof                                                      | 82    |                              |
| 25. März | Wolfgang Hohensee                   | deutscher Komponist                                                          | 91    |                              |
| 25. März | Bertel Kastening                    | deutscher Physikochemiker                                                    | 89    |                              |
| 25. März | Georg Merten                        | deutscher Diplomat                                                           | 76    |                              |
| 25. März | Seo Minwoo                          | südkoreanischer Popsänger                                                    | 33    |                              |
| 25. März | Franz Oexle                         | deutscher Journalist und Buchautor                                           | 95    |                              |
| 25. März | Ulrich Schröder                     | deutscher Bankmanager                                                        | 66    |                              |
| 25. März | Helmut Sundhaußen                   | deutscher Künstler                                                           | 82    |                              |
| 25. März | Nicolae Tilihoi                     | rumänischer Fußballspieler                                                   | 61    |                              |
| 25. März | Erich Ude                           | deutscher Schauspieler                                                       | 87    |                              |
| 25. März | Dagfinn Vårvik                      | norwegischer Journalist und Politiker                                        | 93    |                              |
| 25. März | Jerry Williams                      | schwedischer Sänger                                                          | 75    |                              |
| 25. März | Tadeusz Zubiński                    | polnischer Autor                                                             | 65    |                              |
| 24. März | José Antonio Abreu                  | venezolanischer Wirtschaftswissenschaftler, Komponist und Musikförderer      | 78    |                              |
| 24. März | Arnold Andenmatten                  | Schweizer Skisportler und -lehrer                                            | 95    |                              |
| 24. März | Lys Assia                           | Schweizer Sängerin                                                           | 94    |                              |
| 24. März | Rim Banna                           | palästinensische Sängerin, Komponistin und Aktivistin                        | 51    |                              |
| 24. März | Arnaud Beltrame                     | französischer Polizist                                                       | 44    |                              |
| 24. März | Jeff Cooper                         | kanadischer Schauspieler                                                     | 81    |                              |
| 24. März | Heinz Craatz                        | deutscher Politiker                                                          | 99    |                              |
| 24. März | Heinz Friedrich                     | deutscher Maler                                                              | 94    |                              |
| 24. März | Günter Hedtkamp                     | deutscher Wirtschaftswissenschaftler                                         | 90    |                              |
| 24. März | Günter Kupetz                       | deutscher Designer                                                           | 92    |                              |
| 24. März | Helen Mayer Harrison                | US-amerikanischer Künstlerin                                                 | 90    |                              |
| 24. März | Frank Meisler                       | deutsch-britisch-israelischer Architekt und Bildhauer                        | 89    |                              |
| 24. März | Hidetoshi Nagasawa                  | japanischer Künstler                                                         | 77    |                              |
| 24. März | Leonore Puschert                    | deutsche Übersetzerin                                                        | 81    |                              |
| 24. März | Marco Solfrini                      | italienischer Basketballspieler                                              | 60    |                              |
| 24. März | Karel Stretti                       | tschechischer Restaurator                                                    | 74    |                              |
| 24. März | Arthur Nicholas Tafoya              | US-amerikanischer Bischof                                                    | 85    |                              |
| 24. März | Walter Urbach                       | deutscher Maler und Grafiker                                                 | 92    |                              |
| 24. März | Sigrid Wachenfeld                   | deutsche Malerin und Schriftstellerin                                        | 95    |                              |
| 24. März | Alberto Zanchetti                   | italienischer Mediziner                                                      | 91    | doi:10.1093/eurheartj/ehy290 |
| 23. März | Mike Beedle                         | US-amerikanischer theoretischer Physiker                                     | 55    |                              |
| 23. März | Lino Bortolo Belotti                | italienischer Weihbischof                                                    | 87    |                              |
| 23. März | Reiner Claus Bingemer               | deutscher Manager                                                            | 91    |                              |
| 23. März | DuShon Monique Brown                | US-amerikanische Schauspielerin                                              | 49    |                              |
| 23. März | Debbie Lee Carrington               | US-amerikanische Schauspielerin                                              | 58    |                              |
| 23. März | Rachel Cheigam                      | französische Widerstandskämpferin und Journalistin                           | 101   |                              |
| 23. März | Rodolfo Fattovich                   | italienischer Archäologe                                                     | ≈72   |                              |
| 23. März | Heinz Fröbel                        | deutscher Politiker                                                          | 96    |                              |
| 23. März | Ferdi de Gannes                     | trinidadischer Radrennfahrer                                                 | 88    |                              |
| 23. März | Louis Giger sen.                    | Schweizer Coiffeur-Unternehmer                                               | 89    |                              |
| 23. März | Walter Grimm                        | deutscher Fußballfunktionär                                                  | 78    |                              |
| 23. März | Oliver Guenay                       | deutscher Journalist und Sachbuchautor                                       | 56    |                              |
| 23. März | Thomas Herrmann                     | deutscher Autor und Drehbuchautor                                            | ≈65   |                              |
| 23. März | Philip Kerr                         | britischer Schriftsteller                                                    | 62    |                              |
| 23. März | Mireille Knoll                      | französische Holocaustüberlebende                                            | 85    |                              |
| 23. März | Zell Miller                         | US-amerikanischer Politiker                                                  | 86    |                              |
| 23. März | Alberto Ongaro                      | italienischer Schriftsteller und Comicautor                                  | 92    |                              |
| 23. März | Roger Rioland                       | französischer Radrennfahrer                                                  | 93    |                              |
| 23. März | Anne Schützenberger                 | französische Psychotherapeutin und Psychologin                               | 98    |                              |
| 23. März | Ephraim Stern                       | israelischer Archäologe                                                      | 84    |                              |
| 23. März | James F. Strange                    | US-amerikanischer Religionswissenschaftler                                   | 80    |                              |
| 23. März | Seán Treacy                         | irischer Politiker                                                           | 94    |                              |
| 23. März | John Welchli                        | US-amerikanischer Ruderer                                                    | 89    |                              |
| 23. März | Ralph Woolsey                       | US-amerikanischer Kameramann                                                 | 104   |                              |
| 22. März | Fritz Danco                         | deutscher Sportreporter                                                      | 86    |                              |
| 22. März | Winfried Engler                     | deutscher Romanist                                                           | 82    |                              |
| 22. März | Mel Gordon                          | US-amerikanischer Theaterwissenschaftler                                     | 71    |                              |
| 22. März | James F. Holland                    | US-amerikanischer Mediziner                                                  | 92    |                              |
| 22. März | René Houseman                       | argentinischer Fußballspieler                                                | 64    |                              |
| 22. März | Wayne Huizenga                      | US-amerikanischer Unternehmer und Sportfunktionär                            | 80    |                              |
| 22. März | Johan van Hulst                     | niederländischer Lehrer, Judenretter und Politiker                           | 107   |                              |
| 22. März | Louie Kamookak                      | kanadischer Inuit-Forscher                                                   | 58    |                              |
| 22. März | Morgana King                        | US-amerikanische Jazzsängerin und Schauspielerin                             | 87    |                              |
| 22. März | Charles Lazarus                     | US-amerikanischer Unternehmer                                                | 94    |                              |
| 22. März | Dagmar Lieblová                     | tschechische Germanistin, Übersetzerin und Holocaustüberlebende              | 88    |                              |
| 22. März | Peter Marburger                     | deutscher Rechtswissenschaftler                                              | 78    |                              |
| 22. März | Carlos Eduardo Miranda              | brasilianischer Musikproduzent                                               | 56    |                              |
| 22. März | Franz-Josef Ludwig                  | deutscher Ordensgeistlicher                                                  | 84    |                              |
| 22. März | Erich Panzhauser                    | österreichischer Bauingenieur                                                | ?     |                              |
| 22. März | Bernward Rothe                      | deutscher Jurist und Politiker                                               | 59    |                              |
| 22. März | Miguel Salguero                     | costa-ricanischer Journalist, Autor, Folklorist und Filmemacher              | 84    |                              |
| 22. März | Darjusch Schajegan                  | iranischer Philosoph                                                         | 83    |                              |
| 21. März | Gerrit Blaauw                       | niederländischer Computeringenieur                                           | 93    |                              |
| 21. März | Kevin Burke                         | britischer Geologe                                                           | 88    |                              |
| 21. März | Edith Carstensen                    | deutsche Scherenschnittkünstlerin                                            | 91    |                              |
| 21. März | Franz Gamillscheg                   | deutscher Rechtswissenschaftler                                              | 93    |                              |
| 21. März | Angelo Gatto                        | italienischer Maler und Mosaizist                                            | 95    |                              |
| 21. März | Ulrica Hydman-Vallien               | schwedische Künstlerin                                                       | 79    |                              |
| 21. März | Rolf Leeser                         | niederländischer Fußballspieler                                              | 88    |                              |
| 21. März | Jost Lemmerich                      | deutscher Physiker und Wissenschaftshistoriker                               | 88    |                              |
| 21. März | Bernd Philipp                       | deutscher Journalist und Buchautor                                           | 68    |                              |
| 21. März | Karl Schlösser                      | deutscher Maler, Bildhauer und Schriftsteller                                | 83    |                              |
| 21. März | Eric M. Shooter                     | britisch-US-amerikanischer Neurobiologe                                      | 93    |                              |
| 21. März | Martha Wallner                      | österreichische Schauspielerin                                               | 90    |                              |
| 21. März | Leo C. Zeferetti                    | US-amerikanischer Politiker                                                  | 90    |                              |
| 20. März | Dilbar Abdurahmonova                | usbekische Dirigentin                                                        | 81    |                              |
| 20. März | Ann-Charlotte Alverfors             | schwedische Autorin                                                          | 71    |                              |
| 20. März | Frank Avruch                        | US-amerikanischer Fernsehmoderator                                           | 89    |                              |
| 20. März | Katie Boyle                         | britische Schauspielerin und Fernsehmoderatorin                              | 91    |                              |
| 20. März | Kak Channthy                        | kambodschanische Sängerin                                                    | 38    |                              |
| 20. März | Roy Chester                         | britischer Geochemiker, Ozeanograph und Schriftsteller                       | 81    |                              |
| 20. März | Paul Colin                          | französischer Schriftsteller                                                 | ≈97   |                              |
| 20. März | Paul Cram                           | kanadischer Jazzmusiker                                                      | 65    |                              |
| 20. März | Kurt Domke                          | deutscher Turner                                                             | 103   |                              |
| 20. März | Walter Knissel                      | deutscher Bergbauingenieur und Hochschulrektor                               | 83    |                              |
| 20. März | Emanuele Valerio Marino             | italienischer Dokumentarfilmer                                               | 93    |                              |
| 20. März | Bernd Meißel                        | deutscher Fußballspieler                                                     | 79    |                              |
| 20. März | Werner Mützel                       | deutscher Medienunternehmer                                                  | 77    |                              |
| 20. März | Iosif Naghi                         | rumänischer Leichtathlet                                                     | 71    |                              |
| 20. März | Peter George Peterson               | US-amerikanischer Manager und Politiker                                      | 91    |                              |
| 20. März | Manfred Prasser                     | deutscher Architekt und Ingenieur                                            | 85    |                              |
| 20. März | Juri Schatalow                      | sowjetischer Eishockeyspieler                                                | 72    |                              |
| 20. März | William Smith                       | US-amerikanischer Ringer                                                     | 89    |                              |
| 20. März | Lindolfo Weingärtner                | deutsch-brasilianischer Theologe, Schriftsteller und Dichter                 | 94    |                              |
| 20. März | Hans-Jürgen Wolf                    | deutscher Synchronsprecher, Schauspieler und Hörspielsprecher                | 67    |                              |
| 20. März | Ursula Ziebarth                     | deutsche Schriftstellerin                                                    | 96    |                              |
| 19. März | Roger G. Barry                      | britisch-US-amerikanischer Geograph und Klimatologe                          | 82    |                              |
| 19. März | Irina Begljakowa                    | sowjetische Diskuswerferin                                                   | 85    |                              |
| 19. März | David Bischoff                      | US-amerikanischer Science-Fiction-Autor                                      | 66    |                              |
| 19. März | Bernard Boyer                       | französischer Automobilrennfahrer und Rennwagenkonstrukteur                  | 83    |                              |
| 19. März | Siegfried Bräuer                    | evangelischer Theologe und Historiker                                        | 87    |                              |
| 19. März | Andrei Gheorghe                     | rumänischer Journalist                                                       | 56    |                              |
| 19. März | Hasan Celal Güzel                   | türkischer Politiker                                                         | 73    |                              |
| 19. März | Arnold R. Hirsch                    | US-amerikanischer Historiker                                                 | 69    |                              |
| 19. März | Otto P. Hornstein                   | deutscher Mediziner                                                          | 92    |                              |
| 19. März | Theo Hotz                           | Schweizer Architekt                                                          | 89    |                              |
| 19. März | Wiktor Jerin                        | russischer Politiker                                                         | 74    |                              |
| 19. März | Werner Kugler                       | deutscher Fossiliensammler                                                   | 75    |                              |
| 19. März | Klaus Kuntz                         | deutscher evangelischer Pfarrer                                              | 82    |                              |
| 19. März | Jürg Laederach                      | Schweizer Schriftsteller                                                     | 72    |                              |
| 19. März | Stanley Lieberson                   | US-amerikanischer Soziologe                                                  | 84    |                              |
| 19. März | Mateo Manaure                       | venezolanischer Maler                                                        | 91    |                              |
| 19. März | Aghassi Manukjan                    | armenischer bzw. sowjetischer Ringer                                         | 51    |                              |
| 19. März | Günter Millahn                      | deutscher Forstmann, Jäger und Autor                                         | 88    |                              |
| 19. März | Keith Patrick O’Brien               | britischer Kardinal                                                          | 80    |                              |
| 19. März | Moishe Postone                      | kanadischer Historiker                                                       | 75    |                              |
| 19. März | Lukas Schaa                         | deutscher Politiker                                                          | 91    |                              |
| 19. März | Kedarnath Singh                     | indischer Dichter                                                            | 83    |                              |
| 19. März | Hubert Weckbach                     | deutscher Archivar                                                           | 82    |                              |
| 18. März | José Enrique Ayarra                 | spanischer Organist und Priester                                             | 80    |                              |
| 18. März | Hans-Jörg Böckeler                  | deutscher Komponist                                                          | 73    |                              |
| 18. März | Samuel Epstein                      | britischer Mediziner                                                         | 91    |                              |
| 18. März | Nina Fotijewa                       | sowjetische bzw. russische Geomechanikerin und Hochschullehrerin             | 82    |                              |
| 18. März | Barkat Gourad Hamadou               | dschibutischer Politiker                                                     | 88    |                              |
| 18. März | Li Ao                               | chinesischer Schriftsteller                                                  | 82    |                              |
| 18. März | Georgi Mossolow                     | sowjetischer Testpilot                                                       | 91    |                              |
| 18. März | Peter Nauert                        | deutscher Fußballspieler                                                     | 78    |                              |
| 18. März | Greg Polis                          | kanadischer Eishockeyspieler                                                 | 67    |                              |
| 18. März | Ottmar Premstaller                  | österreichischer Autor und Verleger                                          | 91    |                              |
| 18. März | Ivor Richard                        | britischer Politiker                                                         | 85    |                              |
| 18. März | Jochen Senf                         | deutscher Schauspieler und Schriftsteller                                    | 76    |                              |
| 18. März | Bernhard C. Wintzek                 | deutscher Publizist                                                          | 74    |                              |
| 17. März | Yann Arnaud                         | französischer Artist                                                         | 38    |                              |
| 17. März | Jean-Claude Bado                    | deutscher Koch und Gastronom                                                 | 67    |                              |
| 17. März | Frans Van Dyck                      | belgischer Posaunist                                                         | 94    |                              |
| 17. März | Nicholas Edwards                    | britischer Politiker                                                         | 84    |                              |
| 17. März | Geneviève Fontanel                  | französische Theater- und Filmschauspielerin                                 | 81    |                              |
| 17. März | Benny Fredriksson                   | schwedischer Schauspieler und Theaterleiter                                  | 58    |                              |
| 17. März | János Ladik                         | ungarischer Chemiker                                                         | 88    |                              |
| 17. März | Mike MacDonald                      | kanadischer Komiker                                                          | 62    |                              |
| 17. März | Zdeněk Mahler                       | tschechischer Schriftsteller und Drehbuchautor                               | 89    |                              |
| 17. März | Phan Văn Khải                       | vietnamesischer Politiker                                                    | 84    |                              |
| 17. März | Michael Rutschky                    | deutscher Schriftsteller                                                     | 74    |                              |
| 17. März | Eckart Schäfer                      | deutscher Altphilologe                                                       | 78    |                              |
| 17. März | Barbara Stone                       | US-amerikanische Filmproduzentin und Filmverleihbetreiberin                  | 83    |                              |
| 17. März | Andris Vītols                       | lettischer Handballschiedsrichter                                            | 81    |                              |
| 17. März | Sammy Williams                      | US-amerikanischer Schauspieler und Tänzer                                    | 69    |                              |
| 16. März | Günter Bemmann                      | deutscher Rechtswissenschaftler                                              | 90    |                              |
| 16. März | Huang Wenpan                        | chinesischer Schwimmer                                                       | 22    |                              |
| 16. März | Ilarij                              | ukrainischer Geistlicher                                                     | 48    |                              |
| 16. März | Rolf Klein                          | deutscher Verwaltungsjurist                                                  | 90    |                              |
| 16. März | Guðjón A. Kristjánsson              | isländischer Politiker                                                       | 73    |                              |
| 16. März | Otomar Kvěch                        | tschechischer Komponist und Musikpädagoge                                    | 67    |                              |
| 16. März | Milán Matos                         | kubanischer Leichtathletiktrainer                                            | 68    |                              |
| 16. März | Buell Neidlinger                    | US-amerikanischer Bassist und Cellist                                        | 82    |                              |
| 16. März | Ezequiel Orozco                     | mexikanischer Fußballspieler                                                 | 29    |                              |
| 16. März | Adrian Ovlien                       | norwegischer Fußballspieler                                                  | 20    |                              |
| 16. März | Urs Peschlow                        | deutscher Archäologe und Kunsthistoriker                                     | 75    |                              |
| 16. März | Eduardo Ramos                       | kubanischer Musiker                                                          | 71    |                              |
| 16. März | Ferdinand Rohrhirsch                | deutscher Philosoph und Theologe                                             | 60    |                              |
| 16. März | Alexander Wolf                      | deutscher Autor                                                              | 92    |                              |
| 16. März | Louise Slaughter                    | US-amerikanische Politikerin                                                 | 88    |                              |
| 16. März | F. Starik                           | niederländischer Dichter                                                     | 59    |                              |
| 16. März | Raymond Wilson                      | britischer Physiker                                                          | 89    |                              |
| 16. März | Charles Yanofsky                    | US-amerikanischer Genetiker und Molekularbiologe                             | 92    |                              |
| 15. März | Tom Benson                          | US-amerikanischer Unternehmer                                                | 90    |                              |
| 15. März | Erwin C. Dietrich                   | Schweizer Filmschaffender und Schauspieler                                   | 87    |                              |
| 15. März | Anna Edingshaus von Lassberg        | deutsche Autorin und Wissenschaftsjournalistin                               | 77    |                              |
| 15. März | Carlton Michael Gary                | US-amerikanischer Serienmörder                                               | 65    |                              |
| 15. März | Robert Grossman                     | US-amerikanischer Cartoonist, Karikaturist, Illustrator und Animator         | 78    |                              |
| 15. März | Jørgen Hansen                       | dänischer Boxer                                                              | 74    |                              |
| 15. März | Aranka Jaenke-Mamero                | deutsche Schauspielerin                                                      | 93    |                              |
| 15. März | Thomas Löffelholz                   | deutscher Journalist                                                         | 85    |                              |
| 15. März | Georg Münchbach                     | deutscher Maler, Graphiker und Bildhauer                                     | 84    |                              |
| 15. März | Franz Oberwinkler                   | deutscher Mykologe und Botaniker                                             | 78    |                              |
| 15. März | Jorge „El Carreta“ Pérez            | peruanischer Musiker                                                         | 96    |                              |
| 15. März | Lélia Venâncio                      | brasilianische Triathletin                                                   | 37    |                              |
| 15. März | Klaus Wöhrmann                      | deutscher Genetiker                                                          | 90    |                              |
| 14. März | Jim Bowen                           | britischer Unterhaltungskünstler                                             | 80    |                              |
| 14. März | Alfred W. Crosby                    | US-amerikanischer Historiker                                                 | 87    |                              |
| 14. März | Halit Deringör                      | türkischer Fußballspieler, -trainer und -funktionär                          | 95    |                              |
| 14. März | Marielle Franco                     | brasilianische Politikerin und Menschenrechtlerin                            | 38    |                              |
| 14. März | Rubén Galván                        | argentinischer Fußballspieler                                                | 65    |                              |
| 14. März | Stephen Hawking                     | britischer Astrophysiker                                                     | 76    |                              |
| 14. März | Karin Herrmann                      | deutsche Physikerin                                                          | 82    |                              |
| 14. März | Palle Kjærulff-Schmidt              | dänischer Filmregisseur                                                      | 86    |                              |
| 14. März | David Matza                         | US-amerikanischer Soziologe und Kriminologe                                  | 87    |                              |
| 14. März | Emily Nasrallah                     | libanesische Schriftstellerin                                                | 86    |                              |
| 14. März | Tore Samuel Nyberg                  | schwedischer Historiker                                                      | 87    |                              |
| 14. März | Liam O’Flynn                        | irischer Musiker                                                             | 72    |                              |
| 14. März | Dieter Quitmann                     | deutscher Physiker                                                           | 86    |                              |
| 14. März | Kurt Rückstieß                      | deutscher Politiker                                                          | 97    |                              |
| 14. März | Petar Stipetić                      | kroatischer General                                                          | 80    |                              |
| 14. März | Franz Wolny                         | österreichischer Fußballspieler                                              | 77    |                              |
| 14. März | David S. Wyman                      | US-amerikanischer Historiker                                                 | 89    |                              |
| 13. März | Ivano Beggio                        | italienischer Unternehmer                                                    | 73    |                              |
| 13. März | T. Berry Brazelton                  | US-amerikanischer Pädiater                                                   | 99    |                              |
| 13. März | Loed van Bussel                     | niederländischer Kunsthändler und Mäzen                                      |       |                              |
| 13. März | Augusto Camacho Vieira              | portugiesischer Sportmediziner                                               | 92    |                              |
| 13. März | Eugene Cruz-Uribe                   | US-amerikanischer Ägyptologe                                                 | 65    |                              |
| 13. März | Philip Davis                        | US-amerikanischer Mathematiker                                               | 95    |                              |
| 13. März | Brenda Dean                         | britische Gewerkschafterin und Politikerin                                   | 74    |                              |
| 13. März | Walter Eichenberg                   | deutscher Musiker und Komponist                                              | 95    |                              |
| 13. März | Heinz Freitag                       | deutscher Synchronregisseur                                                  | 76    |                              |
| 13. März | Bebeto de Freitas                   | brasilianischer Sportfunktionär, Volleyballspieler und -trainer              | 68    |                              |
| 13. März | Herbert-Jürgen Gündisch             | deutscher Rechtsanwalt, Richter und Politiker                                | 89    |                              |
| 13. März | Rainer Gutknecht                    | deutscher Politiker                                                          | 86    |                              |
| 13. März | Matthäa Held                        | deutsche Ordensschwester                                                     | 75    |                              |
| 13. März | Olof Lidin                          | schwedisch-dänischer Japanologe                                              | 92    |                              |
| 13. März | Ken Mulhearn                        | englischer Fußballspieler                                                    | 72    |                              |
| 13. März | Christian Neumann                   | deutscher Politiker                                                          | 82    |                              |
| 13. März | Jens Nilsson                        | schwedischer Politiker                                                       | 69    |                              |
| 13. März | Willi Nyffenegger                   | deutscher Polizist, Generalleutnant                                          | 93    |                              |
| 13. März | Bernd Podak                         | deutscher Handballtorwart                                                    | 75    |                              |
| 13. März | Wilhelm Sandmann                    | deutscher Verleger                                                           | 85    |                              |
| 13. März | Nora Schimming-Chase                | namibische Politikerin und Bürgerrechtlerin                                  | 77    |                              |
| 13. März | Diedrich Smidt                      | deutscher Veterinärmediziner und Agrarwissenschaftler                        | 86    |                              |
| 13. März | Hans-Peter Thomas                   | deutscher Boxer und Boxtrainer                                               | 82    |                              |
| 13. März | Henry Williams                      | US-amerikanischer Basketballspieler                                          | 47    |                              |
| 13. März | Olly Wilson                         | US-amerikanischer Komponist, Bassist und Musikwissenschaftler                | 80    |                              |
| 13. März | Jimmy Wisner                        | US-amerikanischer Pianist                                                    | 86    |                              |
| 12. März | Arnfrid Astel                       | deutscher Lyriker und Journalist                                             | 84    |                              |
| 12. März | Gisela Breitling                    | deutsche Malerin und Autorin                                                 | 78    |                              |
| 12. März | Mark A. Donelan                     | kanadischer Ozeanograph                                                      | 75    |                              |
| 12. März | Ken Flach                           | US-amerikanischer Tennisspieler                                              | 54    |                              |
| 12. März | Peter Frisch                        | deutscher Jurist und Beamter                                                 | 82    |                              |
| 12. März | Nikolai Gluschkow                   | russischer Manager                                                           | 68    |                              |
| 12. März | Wilhelm Gödecke                     | deutscher Politiker                                                          | 90    |                              |
| 12. März | Waldemar Jud                        | österreichischer Jurist und Hochschullehrer                                  | 74    |                              |
| 12. März | Erich Kutzer                        | österreichischer Veterinärmediziner und Parasitologe                         | 86    |                              |
| 12. März | Craig Mack                          | US-amerikanischer Rapper                                                     | 47    |                              |
| 12. März | Rudolf Mang                         | deutscher Gewichtheber                                                       | 67    |                              |
| 12. März | Bernard Morin                       | französischer Mathematiker                                                   | 87    |                              |
| 12. März | Mechtild Oechsle                    | deutsche Soziologin                                                          | 67    |                              |
| 12. März | Hans Georg Prager                   | deutscher Schifffahrtskonsulent, Schriftsteller und Publizist                | 92    |                              |
| 12. März | Sebastian Ratjen                    | deutscher Politiker                                                          | 45    |                              |
| 12. März | Joseph Röösli                       | Schweizer Kirchenmusiker                                                     | 82    |                              |
| 12. März | Gertrude Stiehl                     | österreichische Politikerin                                                  | 89    |                              |
| 12. März | Oleg Tabakow                        | sowjetischer bzw. russischer Film- und Theaterschaffender                    | 82    |                              |
| 12. März | Aldo Tarlao                         | italienischer Ruderer                                                        | 91    |                              |
| 12. März | William Teron                       | kanadischer Unternehmer                                                      | 85    |                              |
| 12. März | Denis Vasse                         | französischer Jesuit und Psychoanalytiker                                    | 84    |                              |
| 11. März | Alba Arnova                         | italienische Ballerina und Filmschauspielerin                                | 87    |                              |
| 11. März | Muhammad Ashiq                      | pakistanischer Radrennfahrer                                                 | 82    |                              |
| 11. März | Jean Damascène Bimenyimana          | ruandischer Bischof                                                          | 64    |                              |
| 11. März | Baltasar Corrada del Río            | puerto-ricanischer Politiker                                                 | 82    |                              |
| 11. März | Lorenz Dittmann                     | deutscher Kunsthistoriker                                                    | 89    |                              |
| 11. März | Ken Dodd                            | britischer Entertainer                                                       | 90    |                              |
| 11. März | Henry Euler                         | deutscher Illustrator und Schriftsteller                                     | 71    |                              |
| 11. März | Rosy Guarnieri                      | italienische Politikerin                                                     | 66    |                              |
| 11. März | Sarah Haffner                       | deutsch-britische Malerin und Autorin                                        | 78    |                              |
| 11. März | Klaus Hirsch                        | deutscher Maler und Grafiker                                                 | 77    |                              |
| 11. März | Cooper H. Langford                  | US-amerikanisch-kanadischer Chemiker                                         | 83    |                              |
| 11. März | Karl Lehmann                        | deutscher Theologe, Bischof und Kardinal                                     | 81    |                              |
| 11. März | Siegfried Rauch                     | deutscher Schauspieler                                                       | 85    |                              |
| 11. März | Klaus Rehse                         | deutscher pharmazeutischer Chemiker                                          | 78    |                              |
| 11. März | Heribert Reitz                      | deutscher Politiker                                                          | 87    |                              |
| 11. März | Mary Rosenblum                      | US-amerikanische Schriftstellerin                                            | 65    |                              |
| 11. März | Heinz Schilling                     | deutscher Physiker                                                           | 88    |                              |
| 11. März | Henri Skiba                         | französischer Fußballspieler                                                 | 90    |                              |
| 11. März | Mario Vegetti                       | italienischer Gräzist und Historiker                                         | 81    |                              |
| 11. März | Rudolf Weltken                      | deutscher Jurist und Politiker                                               | 88    |                              |
| 11. März | Tiger Willi                         | deutscher Kabarettist und Künstler                                           | 70    |                              |
| 10. März | Peter Allday                        | britischer Leichtathlet                                                      | 90    |                              |
| 10. März | Christine Bernardi                  | französische Mathematikerin                                                  | 62    |                              |
| 10. März | Hubert de Givenchy                  | französischer Modeschöpfer, Couturier und Designer                           | 91    |                              |
| 10. März | Jože Bogomir Jan                    | jugoslawischer Eishockeyspieler                                              | 73    |                              |
| 10. März | Jacqueline Karageorghis             | französische Archäologin                                                     | 85    |                              |
| 10. März | Saba Mahmood                        | US-amerikanische Anthropologin                                               | 56    |                              |
| 10. März | Carol McLaughlin                    | US-amerikanische Harfenistin, Hochschullehrerin und Musikveranstalterin      | 65    |                              |
| 10. März | Val Mulkerns                        | irische Autorin                                                              | 93    |                              |
| 10. März | María Orán                          | spanische Sängerin                                                           | 74    |                              |
| 10. März | Piero Ostellino                     | italienischer Journalist                                                     | 82    |                              |
| 10. März | Roch Pedneault                      | kanadischer Weihbischof                                                      | 90    |                              |
| 10. März | Paolo Nuzzi                         | italienischer Filmregisseur und Drehbuchautor                                | 88    |                              |
| 10. März | George Rawitscher                   | US-amerikanischer Physiker                                                   | 90    |                              |
| 10. März | Michel Raynaud                      | französischer Mathematiker                                                   | 79    |                              |
| 10. März | Elvira Schalcher                    | Schweizer Schauspielerin                                                     | 94    |                              |
| 10. März | Wilfried Stölting                   | deutscher Sprachdidaktiker                                                   | 75    |                              |
| 10. März | Werner Vogel                        | deutscher Chemiker                                                           | 92    |                              |
| 10. März | Ralf Waldmann                       | deutscher Motorradrennfahrer                                                 | 51    |                              |
| 9. März  | Hubert Abel                         | deutscher Mediziner                                                          | 90    |                              |
| 9. März  | Dietrich Borm                       | deutscher Chirurg                                                            | 89    |                              |
| 9. März  | Oskar Gröning                       | deutscher SS-Unterscharführer und Kriegsverbrecher                           | 96    |                              |
| 9. März  | Gerhard Hoffmann                    | deutscher Anglist, Amerikanist und Hochschullehrer                           | 87    |                              |
| 9. März  | Ulrich Hundt                        | deutscher Flottillenadmiral                                                  | 80    |                              |
| 9. März  | Hermann Janeschitz-Kriegl           | österreichischer Physikochemiker und Rheologe                                | 93    |                              |
| 9. März  | Jung Jae-sung                       | südkoreanischer Badmintonspieler                                             | 35    |                              |
| 9. März  | Henry Koffler                       | US-amerikanischer Biologe und Universitätspräsident                          | 95    |                              |
| 9. März  | Reinhard Kösters                    | deutscher Geistlicher und Theologe                                           | 86    |                              |
| 9. März  | Peter Legro                         | niederländischer Luftfahrtunternehmer                                        | 81    |                              |
| 9. März  | Adelheid Reichsiegel                | deutsche Malerin                                                             | 86    |                              |
| 9. März  | John Roe                            | US-amerikanischer Mathematiker                                               | 58    |                              |
| 9. März  | Wolfgang Röller                     | deutscher Bank-Manager                                                       | 88    |                              |
| 9. März  | George Sinner                       | US-amerikanischer Politiker                                                  | 89    |                              |
| 9. März  | Ion Voinescu                        | rumänischer Fußballspieler                                                   | 88    |                              |
| 9. März  | Elías Yanes Álvarez                 | spanischer Erzbischof                                                        | 90    |                              |
| 8. März  | Wolfgang Feneberg                   | deutscher Theologe                                                           | 82    |                              |
| 8. März  | Monika Fröschl                      | deutsche Medizinerin                                                         | 58    |                              |
| 8. März  | Wilson Harris                       | guyanischer Schriftsteller                                                   | 96    |                              |
| 8. März  | Walter Karlberger                   | österreichischer Autor, Regisseur, Komponist und Produzent                   | 92    |                              |
| 8. März  | Milko Kelemen                       | jugoslawischer bzw. kroatischer Komponist                                    | 93    |                              |
| 8. März  | Lothar Piche                        | deutscher Politiker                                                          | 91    |                              |
| 8. März  | Joachim Preuß                       | deutscher Prähistoriker                                                      | 90    |                              |
| 8. März  | Klaus Jürgen Schoen                 | deutscher Maler                                                              | 86    |                              |
| 8. März  | Peter Temple                        | australischer Krimischriftsteller                                            | 71    |                              |
| 8. März  | Albin Vidović                       | jugoslawischer Handballspieler                                               | 75    |                              |
| 8. März  | Togo D. West junior                 | US-amerikanischer Politiker                                                  | 75    |                              |
| 8. März  | Christian Wichmann Matthiessen      | dänischer Geograph                                                           | 73    |                              |
| 8. März  | Kate Wilhelm                        | US-amerikanische Schriftstellerin                                            | 89    |                              |
| 7. März  | Robert Aspöck                       | österreichischer Politiker                                                   | 74    |                              |
| 7. März  | Reynaldo Bignone                    | argentinischer General und Politiker                                         | 90    |                              |
| 7. März  | Gary Burden                         | US-amerikanischer Grafiker                                                   | 84    |                              |
| 7. März  | Victor Heringer                     | brasilianischer Schriftsteller                                               | 29    |                              |
| 7. März  | Dietmar Herz                        | deutscher Politikwissenschaftler und politischer Beamter                     | 59    |                              |
| 7. März  | Günter Mäder                        | deutscher Fußballspieler                                                     | 79    |                              |
| 7. März  | Jerzy Milian                        | polnischer Vibraphonist und Komponist                                        | 82    |                              |
| 7. März  | Rudolf Passian                      | Schweizer Parapsychologe und Schriftsteller                                  | 94    |                              |
| 7. März  | Werner Radspieler                   | deutscher Weihbischof                                                        | 79    |                              |
| 7. März  | Antonia „La Negra“ Rodríguez Moreno | spanische Flamenco-Sängerin und -Tänzerin                                    | 82    |                              |
| 7. März  | Charles Thone                       | US-amerikanischer Politiker                                                  | 94    |                              |
| 7. März  | Kjell Venås                         | norwegischer Sprachwissenschaftler                                           | 91    |                              |
| 6. März  | Vlastimil Bedrna                    | tschechischer Schauspieler                                                   | 89    |                              |
| 6. März  | Rik Bevernage                       | belgischer Produzent und Veranstalter                                        | 63    |                              |
| 6. März  | Paul Bùi Van Ðoc                    | vietnamesischer Erzbischof                                                   | 73    |                              |
| 6. März  | Simone Ginibre                      | französische Musikveranstalterin                                             | 88    |                              |
| 6. März  | Muhibbe Darga                       | türkische Archäologin                                                        | 96    |                              |
| 6. März  | Fermín Ezcurra                      | spanischer Fußballfunktionär                                                 | 95    |                              |
| 6. März  | Peter Freund                        | US-amerikanischer Physiker                                                   | 81    |                              |
| 6. März  | Erivan Haub                         | deutscher Unternehmer                                                        | 85    |                              |
| 6. März  | Hans Hege                           | deutscher Allgemeinarzt und Standespolitiker                                 | 93    |                              |
| 6. März  | Rolf Heine                          | deutscher Klassischer Philologe                                              | 80    |                              |
| 6. März  | Jochen Kaltschmid                   | deutscher Pädagoge                                                           | 84    |                              |
| 6. März  | Klaus Kieper                        | deutscher Autor und Fotograf                                                 | 83    |                              |
| 6. März  | Floy Agnes Lee                      | US-amerikanische Biologin                                                    | 95    |                              |
| 6. März  | Mayra Mayra                         | puerto-ricanische Sängerin                                                   | 54    |                              |
| 6. März  | Peter Nicholls                      | australischer Autor und Lexikograf                                           | 78    |                              |
| 6. März  | Wolfgang Noack                      | deutscher Schauspieler                                                       | 67    |                              |
| 6. März  | Ingeborg Ohnheiser                  | deutsche Slawistin                                                           | 71    |                              |
| 6. März  | Francis Piasecki                    | französischer Fußballspieler und -trainer                                    | 66    |                              |
| 6. März  | Ferdousi Priyabhashini              | bangladeschische Freiheitskämpferin und Bildhauerin                          | 71    |                              |
| 6. März  | Almuth Salomon                      | deutsche Historikerin                                                        | 85    |                              |
| 6. März  | Lothar Sauer                        | deutscher Autor, Übersetzer und Fotograf                                     | 87    |                              |
| 6. März  | Margarethe Stolz-Hoke               | österreichisch-italienische Malerin                                          | 92    |                              |
| 6. März  | Witalij Sub                         | sowjetischer Fußballspieler und -trainer                                     | 89    |                              |
| 6. März  | John E. Sulston                     | britischer Biologe                                                           | 75    |                              |
| 6. März  | Teodoro Zeccoli                     | italienischer Automobilrennfahrer                                            | 88    |                              |
| 5. März  | Trevor Baylis                       | britischer Erfinder                                                          | 80    |                              |
| 5. März  | Derek Bickerton                     | US-amerikanischer Linguist                                                   | 91    |                              |
| 5. März  | John Hall Buchanan, Jr.             | US-amerikanischer Politiker                                                  | 89    |                              |
| 05. März | Seán Byrne                          | irischer Politiker                                                           | 80    |                              |
| 5. März  | John T. Cacioppo                    | US-amerikanischer Sozialpsychologe und Neurowissenschaftler                  | 66    |                              |
| 5. März  | Tomas Aguon Camacho                 | US-amerikanischer Bischof                                                    | 84    |                              |
| 5. März  | Kjerstin Dellert                    | schwedische Opernsängerin                                                    | 92    |                              |
| 5. März  | Costakis Koutsokoumnis              | zyprischer Fußballfunktionär                                                 | 61    |                              |
| 5. März  | Uri Lubrani                         | israelischer Diplomat                                                        | 91    |                              |
| 5. März  | Paul Magriel                        | US-amerikanischer Backgammonspieler                                          | 71    |                              |
| 5. März  | Helmut Maucher                      | deutscher Manager                                                            | 90    |                              |
| 5. März  | Ulla Norden                         | deutsche Schlagersängerin und Hörfunkmoderatorin                             | 77    |                              |
| 5. März  | Norberto Palleroni                  | argentinischer Mikrobiologe                                                  | 96    |                              |
| 5. März  | Michael Pfreundschuh                | deutscher Mediziner                                                          | 68    |                              |
| 5. März  | Peter Sebald                        | deutscher Historiker                                                         | 83    |                              |
| 5. März  | Stephan Tanneberger                 | deutscher Arzt und Chemiker                                                  | 82    |                              |
| 5. März  | Hayden White                        | US-amerikanischer Literaturwissenschaftler und Historiker                    | 89    |                              |
| 5. März  | Nils Wilhjelm                       | dänischer Politiker (Det Konservative Folkeparti) und Wirtschaftsmanager     | 89    |                              |
| 4. März  | Trude Ackermann                     | österreichische Film- und Bühnenschauspielerin                               | 93    |                              |
| 4. März  | Siva Choy                           | singapurischer Bluesmusiker                                                  | 70    |                              |
| 4. März  | Dean Eastman                        | US-amerikanischer Physiker und Manager                                       | 78    |                              |
| 4. März  | Charles Elbaum                      | US-amerikanischer Physiker                                                   | 91    |                              |
| 4. März  | Stephan Göritz                      | deutscher Autor und Journalist                                               | 57    |                              |
| 4. März  | Theo Hinz                           | deutscher Filmproduzent und -verleiher                                       | 86    |                              |
| 4. März  | Manfred Jenke                       | deutscher Journalist und Publizist                                           | 86    |                              |
| 4. März  | Carmel McSharry                     | irische Schauspielerin                                                       | 91    |                              |
| 4. März  | Lienhard Pflaum                     | deutscher Theologe                                                           | 91    |                              |
| 4. März  | Moe Racine                          | kanadischer Canadian-Football-Spieler                                        | 80    |                              |
| 4. März  | Hans Uwe Schneider                  | deutscher Kabarettist, Schauspieler und Stimmenimitator                      | 80    |                              |
| 4. März  | Karl zum Winkel                     | deutscher Mediziner                                                          | 97    |                              |
| 3. März  | Roger Bannister                     | britischer Leichtathlet                                                      | 88    |                              |
| 3. März  | Tônia Carrero                       | brasilianische Schauspielerin                                                | 95    |                              |
| 3. März  | Frank Doubleday                     | US-amerikanischer Schauspieler                                               | 73    |                              |
| 3. März  | Herbert Frauenrath                  | deutscher Chemiker                                                           | 71    |                              |
| 3. März  | Kenneth Gärdestad                   | schwedischer Musiker und Liedtexter                                          | 69    |                              |
| 3. März  | Jacques Gernet                      | französischer Sinologe                                                       | 96    |                              |
| 3. März  | Sabit Hadžić                        | jugoslawischer bzw. bosnisch-herzegowinischer Basketballspieler und -trainer | 60    |                              |
| 3. März  | Emma Hannigan                       | irische Autorin und Bloggerin                                                | 45    |                              |
| 3. März  | Siegfried Hönicke                   | deutscher Kameramann                                                         | 82    |                              |
| 3. März  | Peter Kukelka                       | österreichischer Instrumentenbauer                                           | 84    |                              |
| 3. März  | Hilda-Maria Lander                  | deutsche Tanzpädagogin und Hochschullehrerin                                 | 84    |                              |
| 3. März  | Enzo Lippolis                       | italienischer Archäologe                                                     | 61    |                              |
| 3. März  | Hans-Joachim Martens                | deutscher Schauspieler und Regisseur                                         | 93    |                              |
| 3. März  | Virgilijus Noreika                  | litauischer Tenor und Hochschullehrer                                        | 82    |                              |
| 3. März  | Franz Pacher                        | österreichischer Bauingenieur                                                | 98    |                              |
| 3. März  | Murray B. Sachs                     | US-amerikanischer Mediziningenieur                                           | 77    |                              |
| 3. März  | Derek Saunders                      | englischer Fußballspieler                                                    | 90    |                              |
| 3. März  | Robert Scheerer                     | US-amerikanischer Regisseur                                                  | 88    |                              |
| 3. März  | Arthur Stewart                      | nordirischer Fußballspieler                                                  | 76    |                              |
| 3. März  | Ian Stewart                         | britischer Politiker                                                         | 82    |                              |
| 3. März  | David Ogden Stiers                  | US-amerikanischer Schauspieler                                               | 75    |                              |
| 3. März  | Ingrid Uebe                         | deutsche Schriftstellerin                                                    | 85    |                              |
| 3. März  | Daniel Walther                      | französischer Journalist und Autor                                           | 77    |                              |
| 3. März  | Dietrich J. Werner                  | deutscher Geograph                                                           | 83    |                              |
| 3. März  | Günther Wolf                        | deutscher Chorleiter und Dirigent                                            | 92    |                              |
| 2. März  | Ahmet Akyalçın                      | türkischer Jurist                                                            | 68    |                              |
| 2. März  | Ulrich Anacker                      | deutscher Philosoph                                                          | 73    |                              |
| 2. März  | Gillo Dorfles                       | italienischer Kunstkritiker                                                  | 107   |                              |
| 2. März  | Ota Filip                           | tschechisch-deutscher Schriftsteller                                         | 87    |                              |
| 2. März  | Haim Hanegbi                        | israelischer Politiker und Publizist                                         | 82    |                              |
| 2. März  | Michele Hanson                      | britische Kolumnistin und Autorin                                            | 75    |                              |
| 2. März  | Billy Herrington                    | US-amerikanischer Pornodarsteller                                            | 48    |                              |
| 2. März  | Anatoli Issatschenko                | russischer bzw. sowjetischer Geograph und Kartograph                         | 95    |                              |
| 2. März  | Barbara Kiefer Lewalski             | US-amerikanische Literaturwissenschaftlerin                                  | 87    |                              |
| 2. März  | Jesús López Cobos                   | spanischer Dirigent                                                          | 78    |                              |
| 2. März  | Javier Montojo Salazar              | spanischer Marineoffizier und Polarforscher                                  | 53    |                              |
| 2. März  | Carlo Ripa di Meana                 | italienischer Politiker                                                      | 88    |                              |
| 2. März  | Omar Sey                            | gambischer Politiker                                                         | ≈76   |                              |
| 2. März  | Sammy Stewart                       | US-amerikanischer Baseballspieler                                            | 63    |                              |
| 2. März  | Heinz Stolp                         | deutscher Mikrobiologe                                                       | 96    |                              |
| 1. März  | Ali Abou Assaf                      | syrischer Archäologe                                                         | 87    |                              |
| 1. März  | Achim Bergmann                      | deutscher Verleger                                                           | 74    |                              |
| 1. März  | Josef Bestler                       | deutscher Politiker                                                          | 92    |                              |
| 1. März  | Fredrik Bull-Hansen                 | norwegischer General und Diplomat                                            | 90    |                              |
| 1. März  | Joan Canals                         | spanischer Basketballspieler                                                 | 89    |                              |
| 1. März  | Dorne Dibble                        | US-amerikanischer American-Football-Spieler                                  | 88    |                              |
| 1. März  | Heinz Feierle                       | österreichischer Politiker                                                   | 90    |                              |
| 1. März  | Jean-Guy Hamelin                    | kanadischer Bischof                                                          | 92    |                              |
| 1. März  | Gisbert Jacoby                      | deutscher Unternehmer                                                        | 74    |                              |
| 1. März  | Anatoli Lein                        | sowjetisch-US-amerikanischer Schachspieler                                   | 86    |                              |
| 1. März  | Vicente Piquer                      | spanischer Fußballspieler und -trainer                                       | 83    |                              |
| 1. März  | Hans Räde                           | deutscher Maler und Grafiker                                                 | 96    |                              |
| 1. März  | Orin C. Smith                       | US-amerikanischer Manager                                                    | 75    |                              |
| 1. März  | Michael Strempel                    | deutscher Fußballspieler                                                     | 73    |                              |
| 1. März  | Luigi Taveri                        | Schweizer Motorradrennfahrer                                                 | 88    |                              |
| 1. März  | Eugene TeSelle                      | US-amerikanischer Kirchenhistoriker                                          | 86    |                              |
| 1. März  | Boris Timofejewitsch Worobjow       | russisch-sowjetischer Schriftsteller                                         | 85    |                              |
| 1. März  | Johann Zeitler                      | deutscher Fußballspieler                                                     | 90    |                              |

### Datum unbekannt
| Tag                             | Name             | Beruf, bekannt als           | Alter | Beleg |
| ------------------------------- | ---------------- | ---------------------------- | ----- | ----- |
| Tod bekannt gegeben am 27. März | Hal Busse        | deutsche Künstlerin          | 91    |       |
| tot aufgefunden am 14. März     | Adrian Lamo      | US-amerikanischer Hacker     | 37    |       |
| Tod bekannt gegeben am 13. März | Alexandra Rouă   | rumänische Handballspielerin | 32    |       |
| tot aufgefunden am 9. März      | Thomas Rodriguez | französischer Fußballspieler | 18    |       |
| tot aufgefunden am 4. März      | Davide Astori    | italienischer Fußballspieler | 31    |       |